# GS464E
龙芯 GS464E 微架构是龙芯中科的微架构，是上一代龙芯 GS464 微架构的继承者。GS464E微架构为龙芯3A/B2000、龙芯3A/B3000所使用的微架构，两者分别用 40nm 和 28nm 工艺制造。龙芯中科于2015年8月18日正式发布使用该微架构的处理器。

## 架构设计
架构设计特点如下：

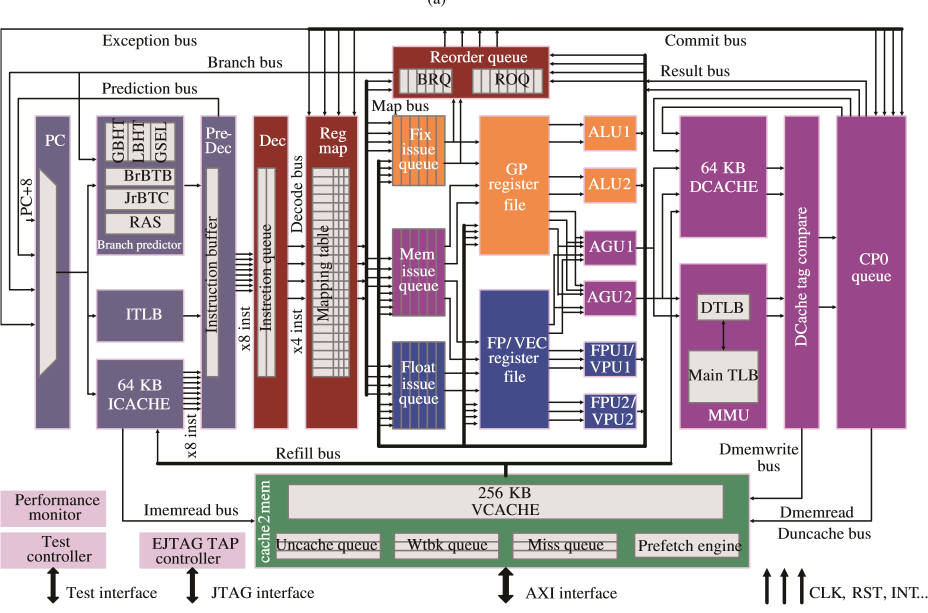
GS464E微架构结构图（一）

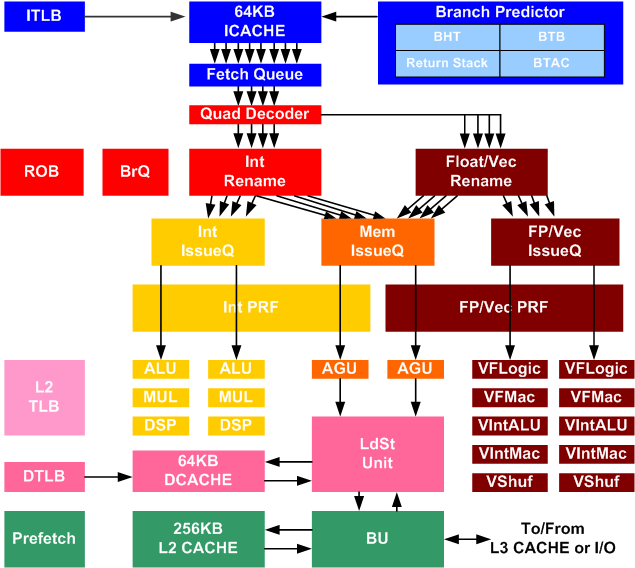
GS464E微架构结构图（二）

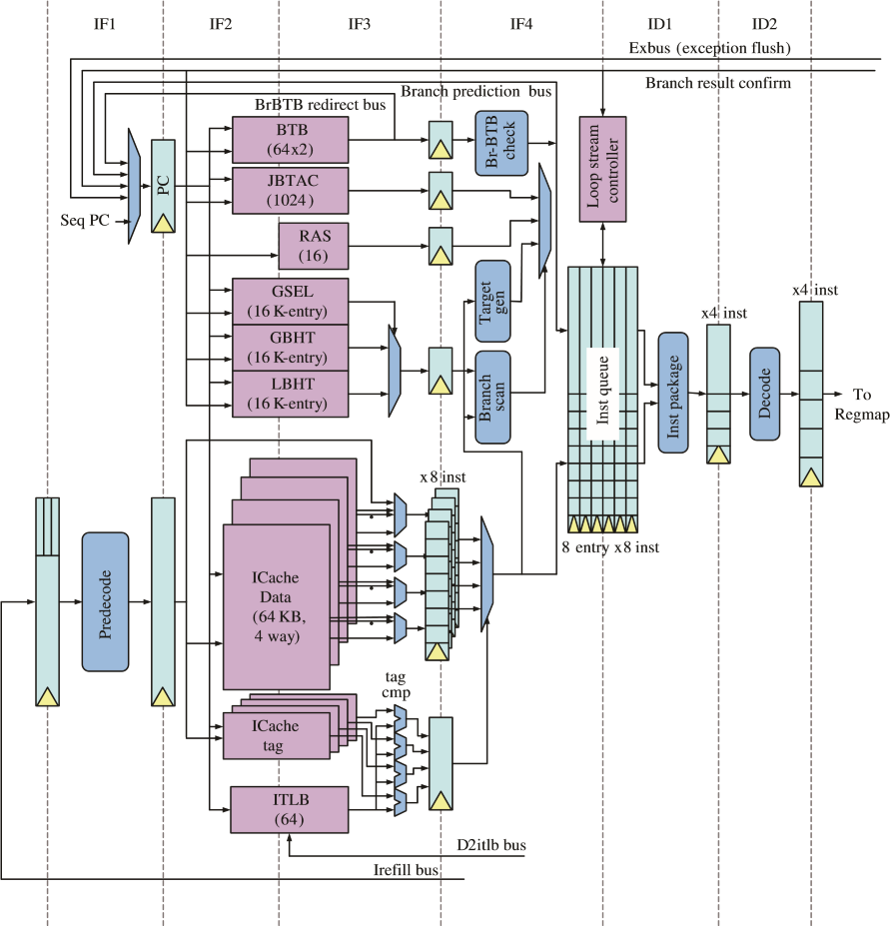
GS464E取指部件流水线图

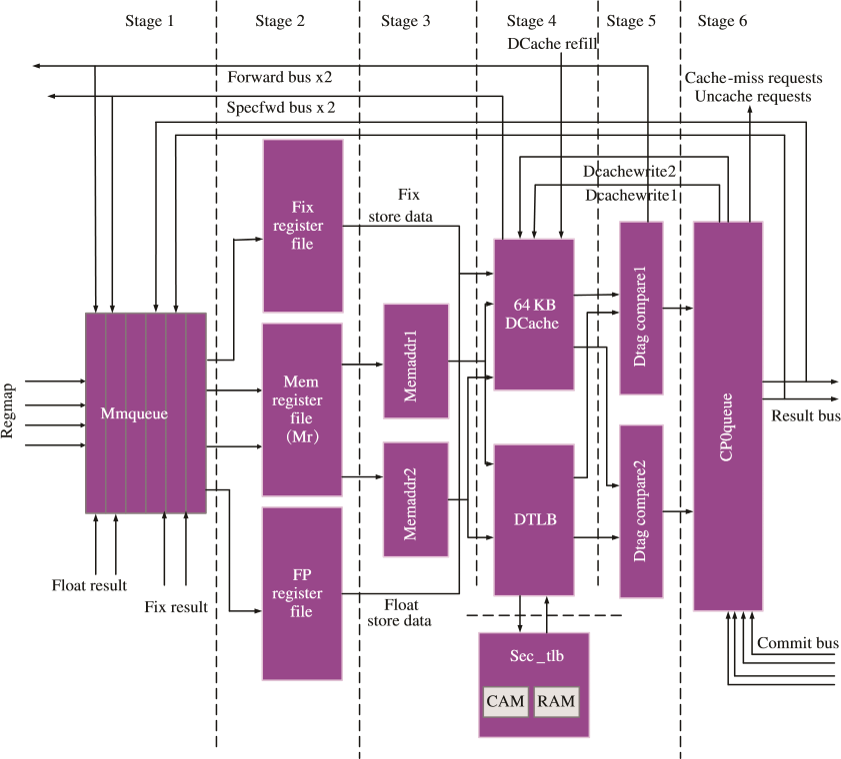
GS464E访存部件流水线图

- MIPS64 兼容，支持龙芯扩展指令集LoongISA1.0；
- 四发射超标量结构，两个算術邏輯單元(ALU)、两个浮点运算器(FPU)、两个地址生成单元（AGU）；
- 每个浮点部件都支持全流水 64 位/双 32 位浮点乘加运算；
- 访存部件支持 128 位存储访问，虚地址为 64 位，物理地址为 48 位；
- 支持寄存器重命名、动态调度、转移预测等乱序执行技术；
- 64 项全相联外加 8 路组相连 1024 项，共计 1088 项 TLB，64 项指令 TLB,可变页大小；
- 和大小各为 64KB,4 路组相联；
- 受害者缓存作为私有二级 Cache，大小为 256KB,16 路组相连；
- 支持 Non-blocking 访问及 Load-Speculation 等访存优化技术；
- 支持缓存一致性协议，可用于片内多核处理器；
- 指令缓存实现奇偶校验，数据缓存实现 ECC 校验；
- 支持标准的 EJTAG 调试标准，方便软硬件调试；
- 标准的 128 位 AXI 接口。